# Brian Kernighan
Brian Kernighan, född 1942 i Toronto, Kanada, är en forskare och pionjär inom IT som bidragit till utvecklingen av programspråken C och awk.
Han har varit med och skrivit böcker som betraktas som standardverk, bland annat The C Programming Language (tillsammans med Dennis Ritchie), The Unix Programming Environment (tillsammans med Rob Pike) och The Practice of Programming.
Han medverkar som expertvittne för IBM i rättegången SCO vs. IBM.